# Astridia
Genre
Classification phylogénétique
Astridia Dinter est un genre de plante de la famille des Aizoaceae.
Astridia Dinter, in Gard. Chron., ser. 3, 80: 430, 447 (1926)
Type : Astridia velutina Dinter

## Liste d'espèces
- Astridia alba L.Bolus
- Astridia blanda L.Bolus
- Astridia citrina L.Bolus
- Astridia dinteri L.Bolus
- Astridia dulcis L.Bolus
- Astridia hallii L.Bolus
- Astridia herrei L.Bolus
- Astridia hillii L.Bolus
- Astridia latisepala L.Bolus
- Astridia longifolia (L.Bolus) L.Bolus
- Astridia lutata (L.Bolus) Friedrich ex H.E.K.Hartmann
- Astridia maxima Schwantes
- Astridia rubra (L.Bolus) L.Bolus
- Astridia ruschii L.Bolus
- Astridia speciosa L.Bolus
- Astridia swartpoortensis L.Bolus
- Astridia vanbredai L.Bolus
- Astridia vanheerdei L.Bolus
- Astridia velutina Dinter